# Роберт Віттек
Роберт Віттек (словац. Róbert Vittek, * 1 квітня 1982, Братислава, Словаччина) — словацький футболіст, нападник. Грав за національну збірну Словаччини. Футболіст 2006 року в Словаччині.

## Біографія

### Клубна кар'єра
Роберт Віттек розпочав свої футбольні кроки в місцевих дитячо-юнацьких командах столиці країни. В свої 17 років був заявлений до основної команди лідера словацького футболу «Слована (Братислава)», де провів 4 сезони здобувши двічі бронзові нагороди і один раз виборовши «срібло» Цорґонь ліги. Своєю стабільною грою привернув увагу скаутів європейських команд, і з 2003 року, він дебютував в Бундеслізі за команду «Нюрнберг», за яку він провів п'ять сезонів, ставши лідером команди. З 2008 року він підписав контракт з французьким «Ліллем», за який провів повноцінний сезон, але надалі отримав кілька цікавих пропозицій по продовженні кар'єри, але в клубі мали намір на цьому заробити, як наслідок, не вдалося дійти згоди з кількома командами, тому Вітеку довелося провести 2010 рік в турецькому «Анкарагюджю» на правах оренди. А після Чемпіонату світу 2010 «Анкарагюджю» повністю викупив контракт гравця.
Згодом з 2011 по 2017 рік грав за турецькі «Трабзонспор», «Істанбул ББ», на батьківщині за «Слован» та в Угорщині за «Дебрецен».
2017 року утретє в своїй кар'єрі прийшов до братиславського «Слована», де і завершив ігрову кар'єру у 2019 році.

### Збірна
Роберт Віттек дебютував за національну команду 29 травня 2001 року у відбірковому матчі супроти збірної Німеччини. Учасник фінальної частини 19-го Чемпіонату світу з футболу 2010 в Південно-Африканський Республіці, де забив 4 м'ячі у 4 матчах.
Загалом протягом кар'єри у національній команді, яка тривала 16 років, провів у формі головної команди країни 82 матчі, забивши 23 голи.

## Статистика виступів
Станом на кінець сезону 2015/16

### Статистика клубних виступів
| Сезон                   | Команда                 | Чемпіонат               | Чемпіонат | Чемпіонат | Національний кубок | Національний кубок | Національний кубок | Континентальні кубки | Континентальні кубки | Континентальні кубки | Інші змагання | Інші змагання | Інші змагання | Усього | Усього |
| Сезон                   | Команда                 | Ліга                    | Ігор      | Голів     | Ліга               | Ігор               | Голів              | Ліга                 | Ігор                 | Голів                | Ліга          | Ігор          | Голів         | Ігор   | Голів  |
| ----------------------- | ----------------------- | ----------------------- | --------- | --------- | ------------------ | ------------------ | ------------------ | -------------------- | -------------------- | -------------------- | ------------- | ------------- | ------------- | ------ | ------ |
| 1999–00                 | «Слован»                | ЧС                      | 14        | 2         | КС                 | ?                  | ?                  | -                    | -                    | -                    | -             | -             | -             | 14     | 2      |
| 2000–01                 | «Слован»                | ЧС                      | 28        | 10        | КС                 | ?                  | ?                  | КУЄФА                | 2                    | 0                    | -             | -             | -             | 30     | 10     |
| 2001–02                 | «Слован»                | ЧС                      | 27        | 14        | КС                 | ?                  | ?                  | КУЄФА                | 3                    | 1                    | -             | -             | -             | 30     | 15     |
| 2002–03                 | «Слован»                | ЧС                      | 29        | 19        | КС                 | ?                  | ?                  | -                    | -                    | -                    | -             | -             | -             | 29     | 19     |
| лип.-серп. 2003         | «Слован»                | ЧС                      | 3         | 2         | КС                 | ?                  | ?                  | -                    | -                    | -                    | -             | -             | -             | 3      | 2      |
| 2003–04                 | «Нюрнберг»              | 2БЛ                     | 27        | 9         | КН                 | 1                  | 1                  | -                    | -                    | -                    | -             | -             | -             | 28     | 10     |
| 2004–05                 | «Нюрнберг»              | БЛ                      | 24        | 5         | КН                 | 1                  | 1                  | -                    | -                    | -                    | -             | -             | -             | 25     | 6      |
| 2005–06                 | «Нюрнберг»              | БЛ                      | 30        | 16        | КН                 | 1                  | 0                  | -                    | -                    | -                    | -             | -             | -             | 31     | 16     |
| 2006–07                 | «Нюрнберг»              | БЛ                      | 24        | 4         | КН                 | 3                  | 1                  | -                    | -                    | -                    | -             | -             | -             | 27     | 5      |
| 2007–08                 | «Нюрнберг»              | БЛ                      | 17        | 1         | КН+КНЛ             | 1+1                | 3+2                | -                    | -                    | -                    | -             | -             | -             | 19     | 6      |
| 2008–09                 | «Нюрнберг»              | 2БЛ                     | 2         | 0         | КН                 | 1                  | 0                  | -                    | -                    | -                    | -             | -             | -             | 3      | 0      |
| Усього за «Нюрнберг»    | Усього за «Нюрнберг»    | Усього за «Нюрнберг»    | 124       | 35        |                    | 9                  | 8                  |                      | -                    | -                    |               | -             | -             | 133    | 43     |
| 2008–09                 | «Лілль»                 | Л1                      | 26        | 6         | КФ+КФЛ             | 3+1                | 1+0                | -                    | -                    | -                    | -             | -             | -             | 30     | 7      |
| 2009-січ. 2010          | «Лілль»                 | Л1                      | 12        | 2         | КФ+КФЛ             | 1+1                | 0                  | ЛЄ                   | 8                    | 3                    | -             | -             | -             | 22     | 5      |
| Усього за «Лілль»       | Усього за «Лілль»       | Усього за «Лілль»       | 38        | 8         |                    | 6                  | 1                  |                      | 8                    | 3                    |               | -             | -             | 52     | 12     |
| січ.-черв. 2010         | «Анкарагюджю»           | СЛ                      | 12        | 5         | КТ                 | -                  | -                  | -                    | -                    | -                    | -             | -             | -             | 12     | 5      |
| 2010–11                 | «Анкарагюджю»           | СЛ                      | 12        | 1         | КТ                 | 0                  | 0                  | -                    | -                    | -                    | -             | -             | -             | 12     | 1      |
| Усього за «Анкарагюджю» | Усього за «Анкарагюджю» | Усього за «Анкарагюджю» | 24        | 6         |                    | 0                  | 0                  |                      | -                    | -                    |               | -             | -             | 24     | 6      |
| 2011–12                 | «Трабзонспор»           | СЛ                      | 1         | 0         | КТ                 | 0                  | 0                  | ЛЧ+ЛЄ                | 1+0                  | 0                    | -             | -             | -             | 2      | 0      |
| 2012-січ. 2013          | «Трабзонспор»           | СЛ                      | 5         | 2         | КТ                 | 3                  | 2                  | ЛЄ                   | 1                    | 0                    | -             | -             | -             | 9      | 4      |
| Усього за «Трабзонспор» | Усього за «Трабзонспор» | Усього за «Трабзонспор» | 6         | 2         |                    | 3                  | 2                  |                      | 2                    | 0                    |               | -             | -             | 11     | 4      |
| січ.-черв. 2013         | «Істанбул ББ»           | СЛ                      | 0         | 0         | КТ                 | -                  | -                  | -                    | -                    | -                    | -             | -             | -             | 0      | 0      |
| 2013–14                 | «Слован»                | ЧС                      | 17        | 12        | КС                 | 4                  | 4                  | ЛЧ                   | -                    | -                    | -             | -             | -             | 21     | 16     |
| 2014–15                 | «Слован»                | ЧС                      | 5         | 0         | КС                 | 2                  | 2                  | ЛЧ+ЛЄ                | 3+1                  | 1+0                  | СС            | 0             | 0             | 11     | 3      |
| 2015–16                 | «Слован»                | ЧС                      | 25        | 10        | КС                 | 5                  | 1                  | ЛЧ+ЛЄ                | 5+0                  | 7+0                  | СС            | 0             | 0             | 35     | 18     |
| Усього за «Слован»      | Усього за «Слован»      | Усього за «Слован»      | 148       | 69        |                    | 11+                | 7+                 |                      | 14                   | 9                    |               | 0             | 0             | 173+   | 85+    |
| Усього за кар'єру       | Усього за кар'єру       | Усього за кар'єру       | 340       | 120       |                    | 29+                | 18+                |                      | 19                   | 11                   |               | 0             | 0             | 388+   | 149+   |

### Статистика виступів за збірну
| Дата       | Місто                | Господарі          | Результат | Гості             | Турнір               | Голи | Примітки |
| ---------- | -------------------- | ------------------ | --------- | ----------------- | -------------------- | ---- | -------- |
| 29-5-2001  | Бремен               | Німеччина          | 2 – 0     | Словаччина        | товариський матч     | -    | 46'      |
| 2-6-2001   | Стокгольм            | Швеція             | 2 – 0     | Словаччина        | Відбір до ЧС 2002    | -    | 57'      |
| 6-6-2001   | Баку                 | Азербайджан        | 2 – 0     | Словаччина        | Відбір до ЧС 2002    | -    | 70'      |
| 15-8-2001  | Братислава           | Словаччина         | 3 – 4     | Іран              | товариський матч     | 1    | 46'      |
| 1-9-2001   | Братислава           | Словаччина         | 0 – 1     | Туреччина         | Відбір до ЧС 2002    | -    | 46'      |
| 5-9-2001   | Тренчин              | Словаччина         | 4 – 2     | Молдова           | Відбір до ЧС 2002    | -    |          |
| 17-4-2002  | Брюссель             | Бельгія            | 1 – 1     | Словаччина        | товариський матч     | -    |          |
| 29-4-2002  | Токіо                | Японія             | 1 – 0     | Словаччина        | товариський матч     | -    | 74'      |
| 21-8-2002  | Оломоуць             | Чехія              | 4 – 1     | Словаччина        | товариський матч     | -    | 39'      |
| 7-9-2002   | Стамбул              | Туреччина          | 3 – 0     | Словаччина        | Відбір до ЧЄ 2004    | -    |          |
| 12-10-2002 | Братислава           | Словаччина         | 1 – 2     | Англія            | Відбір до ЧЄ 2004    | -    | 31' 81'  |
| 12-2-2003  | Ларнака              | Румунія            | 2 – 1     | Словаччина        | товариський матч     | 1    |          |
| 13-2-2003  | Ларнака              | Кіпр               | 1 – 3     | Словаччина        | товариський матч     | 2    |          |
| 29-3-2003  | Скоп'є               | Північна Македонія | 0 – 2     | Словаччина        | Відбір до ЧЄ 2004    | -    | 36'      |
| 30-4-2003  | Жиліна               | Словаччина         | 2 – 2     | Греція            | товариський матч     | -    | 46'      |
| 7-6-2003   | Братислава           | Словаччина         | 0 – 1     | Туреччина         | Відбір до ЧЄ 2004    | -    | 46'      |
| 11-6-2003  | Мідлсбро             | Англія             | 2 – 1     | Словаччина        | Відбір до ЧЄ 2004    | -    | 63'      |
| 20-8-2003  | Нью-Йорк             | Колумбія           | 0 – 0     | Словаччина        | товариський матч     | -    |          |
| 11-10-2003 | Вадуц                | Ліхтенштейн        | 0 – 2     | Словаччина        | Відбір до ЧЄ 2004    | 2    |          |
| 31-3-2004  | Братислава           | Словаччина         | 1 – 1     | Австрія           | товариський матч     | -    | 46'      |
| 28-4-2004  | Київ                 | Україна            | 1 – 1     | Словаччина        | товариський матч     | -    | 84'      |
| 29-5-2004  | Річка                | Хорватія           | 1 – 0     | Словаччина        | товариський матч     | -    | 66'      |
| 18-8-2004  | Братислава           | Словаччина         | 3 – 1     | Люксембург        | Відбір до ЧС 2006    | 1    |          |
| 4-9-2004   | Москва               | Росія              | 1 – 1     | Словаччина        | Відбір до ЧС 2006    | 1    |          |
| 8-9-2004   | Братислава           | Словаччина         | 7 – 0     | Ліхтенштейн       | Відбір до ЧС 2006    | 3    |          |
| 9-10-2004  | Братислава           | Словаччина         | 4 – 1     | Латвія            | Відбір до ЧС 2006    | -    |          |
| 17-11-2004 | Трнава               | Словаччина         | 0 – 0     | Словенія          | товариський матч     | -    | 46'      |
| 9-2-2005   | Ларнака              | Словаччина         | 2 – 2     | Румунія           | товариський матч     | 1    | 77'      |
| 4-6-2005   | Лісабон              | Португалія         | 2 – 0     | Словаччина        | Відбір до ЧС 2006    | -    | 59'      |
| 8-6-2005   | Люксембург (місто)   | Люксембург         | 0 – 4     | Словаччина        | Відбір до ЧС 2006    | -    |          |
| 17-8-2005  | Вадуц                | Ліхтенштейн        | 0 – 0     | Словаччина        | Відбір до ЧС 2006    | -    |          |
| 3-9-2005   | Братислава           | Словаччина         | 2 – 0     | Німеччина         | товариський матч     | -    | 61'      |
| 7-9-2005   | Рига                 | Латвія             | 1 – 1     | Словаччина        | Відбір до ЧС 2006    | 1    |          |
| 8-10-2005  | Братислава           | Словаччина         | 1 – 0     | Естонія           | Відбір до ЧС 2006    | -    |          |
| 12-10-2005 | Братислава           | Словаччина         | 0 – 0     | Росія             | Відбір до ЧС 2006    | -    |          |
| 12-11-2005 | Мадрид               | Іспанія            | 5 – 1     | Словаччина        | Відбір до ЧС 2006    | -    |          |
| 16-11-2005 | Братислава           | Словаччина         | 1 – 1     | Іспанія           | Відбір до ЧС 2006    | -    |          |
| 1-3-2006   | Париж                | Франція            | 1 – 2     | Словаччина        | товариський матч     | -    | 88'      |
| 20-5-2006  | Трнава               | Словаччина         | 1 – 1     | Бельгія           | товариський матч     | -    | 34'      |
| 15-8-2006  | Братислава           | Словаччина         | 3 – 0     | Мальта            | товариський матч     | -    | 46' 62'  |
| 7-10-2006  | Кардіфф              | Уельс              | 1 – 5     | Словаччина        | Відбір до ЧЄ 2008    | 1    | 77'      |
| 11-10-2006 | Братислава           | Словаччина         | 1 – 4     | Німеччина         | Відбір до ЧЄ 2008    | -    |          |
| 15-11-2006 | Жиліна               | Словаччина         | 3 – 1     | Болгарія          | товариський матч     | -    | 46'      |
| 7-2-2007   | Херес-де-ла-Фронтера | Польща             | 2 – 2     | Словаччина        | товариський матч     | -    |          |
| 24-3-2007  | Нікосія              | Кіпр               | 2 – 3     | Словаччина        | Відбір до ЧЄ 2008    | 1    |          |
| 28-3-2007  | Дублін               | Ірландія           | 1 – 0     | Словаччина        | Відбір до ЧЄ 2008    | -    |          |
| 6-6-2007   | Гамбург              | Німеччина          | 2 – 1     | Словаччина        | Відбір до ЧЄ 2008    | -    | кап.     |
| 22-8-2007  | Трнава               | Словаччина         | 0 – 1     | Франція           | товариський матч     | -    |          |
| 26-3-2008  | Злате Моравце        | Словаччина         | 1 – 2     | Ісландія          | товариський матч     | -    | 45'      |
| 20-5-2008  | Білефельд            | Туреччина          | 1 – 0     | Словаччина        | товариський матч     | -    | 78'      |
| 24-5-2008  | Лугано               | Швейцарія          | 2 – 0     | Словаччина        | товариський матч     | -    |          |
| 20-8-2008  | Братислава           | Словаччина         | 0 – 2     | Греція            | товариський матч     | -    |          |
| 6-9-2008   | Братислава           | Словаччина         | 2 – 1     | Північна Ірландія | Відбір до ЧС 2010    | -    | 84'      |
| 10-9-2008  | Марибор              | Словенія           | 2 – 1     | Словаччина        | Відбір до ЧС 2010    | -    |          |
| 11-10-2008 | Серравалле           | Сан-Марино         | 1 – 3     | Словаччина        | Відбір до ЧС 2010    | -    |          |
| 15-10-2008 | Братислава           | Словаччина         | 2 – 1     | Польща            | Відбір до ЧС 2010    | -    |          |
| 19-11-2008 | Жиліна               | Словаччина         | 4 – 0     | Ліхтенштейн       | товариський матч     | 1    | 67'      |
| 10-2-2009  | Лімасол              | Україна            | 3 – 2     | Словаччина        | товариський матч     | 1    |          |
| 11-2-2009  | Нікосія              | Кіпр               | 3 – 2     | Словаччина        | товариський матч     | -    | 46' 64'  |
| 28-3-2009  | Лондон               | Англія             | 4 – 0     | Словаччина        | товариський матч     | -    | кап. 46' |
| 1-4-2009   | Прага                | Чехія              | 1 – 2     | Словаччина        | Відбір до ЧС 2010    | -    | 90'      |
| 6-6-2009   | Братислава           | Словаччина         | 7 – 0     | Сан-Марино        | Відбір до ЧС 2010    | -    |          |
| 12-8-2009  | Рейк'явік            | Ісландія           | 1 – 1     | Словаччина        | товариський матч     | 1    | 63'      |
| 5-9-2009   | Братислава           | Словаччина         | 2 – 2     | Чехія             | Відбір до ЧС 2010    | -    |          |
| 9-9-2009   | Белфаст              | Північна Ірландія  | 0 – 2     | Словаччина        | Відбір до ЧС 2010    | -    |          |
| 10-10-2009 | Братислава           | Словаччина         | 0 – 2     | Словенія          | Відбір до ЧС 2010    | -    | 80'      |
| 14-11-2009 | Братислава           | Словаччина         | 1 – 0     | США               | товариський матч     | -    | 68'      |
| 17-11-2009 | Жиліна               | Словаччина         | 1 – 2     | Чилі              | товариський матч     | -    | 85'      |
| 3-3-2010   | Жиліна               | Словаччина         | 0 – 1     | Норвегія          | товариський матч     | -    | 62'      |
| 5-6-2010   | Братислава           | Словаччина         | 3 – 0     | Коста-Рика        | товариський матч     | 1    | 67'      |
| 15-6-2010  | Рустенбург           | Нова Зеландія      | 1 – 1     | Словаччина        | ЧС 2010 - 1-й етап   | 1    | 84'      |
| 20-6-2010  | Блумфонтейн          | Словаччина         | 0 – 2     | Парагвай          | ЧС 2010 - 1-й етап   | -    |          |
| 24-6-2010  | Йоганнесбург         | Словаччина         | 3 – 2     | Італія            | ЧС 2010 - 1-й етап   | 2    | 40' 90'  |
| 28-6-2010  | Дурбан               | Нідерланди         | 2 – 1     | Словаччина        | ЧС 2010 - 1/8 фіналу | 1    |          |
| 11-8-2010  | Братислава           | Словаччина         | 1 – 1     | Хорватія          | товариський матч     | -    | 68' 72'  |
| 26-3-2011  | Андорра-ла-Велья     | Андорра            | 0 – 1     | Словаччина        | Відбір до ЧЄ 2012    | -    | 78'      |
| 29-3-2011  | Трнава               | Словаччина         | 1 – 2     | Данія             | товариський матч     | -    | 60'      |
| 4-6-2011   | Братислава           | Словаччина         | 1 – 0     | Андорра           | Відбір до ЧЄ 2012    | -    |          |
| 2-9-2011   | Дублін               | Ірландія           | 0 – 0     | Словаччина        | Відбір до ЧЄ 2012    | -    | 88'      |
| 6-2-2013   | Брюгге               | Бельгія            | 2 – 1     | Словаччина        | товариський матч     | -    | 15'      |
| 8-9-2015   | Жиліна               | Словаччина         | 0 – 0     | Україна           | Відбір до ЧЄ 2016    | -    | 66'      |
| 29-3-2016  | Дублін               | Ірландія           | 2 – 2     | Словаччина        | товариський матч     | -    | 64'      |
| Усього     |                      | Матчів             | 82        |                   | Голів                | 23   |          |

## Досягнення
- Володар Кубка Німеччини (1):

«Нюрнберг»: 2006/07
- Чемпіон Словаччини (1):

«Слован»: 2013/14
- Володар Кубка Словаччини (2):

«Слован»: 2016/17, 2017/18
- Володар Суперкубка Словаччини (1):

«Слован»: 2014
- Футболіст року в Словаччині: 2006